# Чумальово
Чумальо́во — село в Буштинській селищній громаді Тячівського району Закарпатської області України.

## Легенда про походження назви села
За легендою, назва села походить від прізвища його першого жителя Чумаля: він на початку XIV ст. втік від феодала з Углі та поселився тут, на правому березі річки Тереблі (угорською — Талабор). Як пише угорський історик В. Белої, правобережна частина тієї місцевості, де Теребля збігає з гір і виходить на широку долину, була заселена близько 1350 року. За даними історичних актових документів, 1406 року в поселенні Чумальово (угорською мовою звучало як Чоманфолво - Csománfalva) нараховувалося вже 12 дворогосподарств.

## Географія
На східній околиці села річка Становець впадає у Тереблю.

## Населення

### Мова
Розподіл населення за рідною мовою за даними перепису 2001 року:
| Мова            | Кількість | Відсоток |
| --------------- | --------- | -------- |
| українська      | 2640      | 98.99%   |
| російська       | 25        | 0.93%    |
| білоруська      | 1         | 0.04%    |
| інші/не вказали | 1         | 0.04%    |
| Усього          | 2667      | 100%     |

## Історія
Перші поселення чумалівців з'явилися в урочищі Забереж, тобто у західній частині нинішньої території села, на підвищенні. Уздовж урочища, краєм рельєфного кордону, утвореного самою природою, у давнину проходив берег річки Теребля. Про це сьогодні свідчать будова ґрунту та характер місцевості. В пізніші часи річка перемістилася на схід і нині протікає посередині між селами Чумальово та Кричево. 
Перші статистичні відомості про Чумальово відносяться до 1839 року. Тоді село входило до Хустського округу Мараморської жупи, тут проживала 621 особа. А в 1901 році Чумальово нараховувало вже 1394 мешканців, і на той час воно вже належало до Тячівського округу Марамороської жупи. 
В 1939—1940 рр. з Чумальова нелегально перейшли до СРСР 78 юнаків і дівчат. 
Під час Другої світової війни, розправляючись з непокірним населенням, кинули до в'язниці 27 і вивезли на каторжні роботи 83 мешканців села.  
В селі споруджений обеліск Слави односельцям-добровольцям, які загинули під час Другої світової війни.
Забереж
Забереж - колишнє село в Україні, в Закарпатській області.
Обєднане з селом Чумальово рішенням облвиконкому Закарпатської області №155 від 15.04.1967
Перша згадка 1892: Záberes (Hnt.), інші згадки 1898: Záberes (Hnt.), 1904: Záberes, Dombtelep (Lelkes 68), 1907: Dombtelep (Hnt.), 1913: Dombtelep (Hnt.), 1944: Záberezs, Забережъ (Hnt.), 1967: Забережъ. 
Перші поселення чумалівців з'явилися в урочищі Забереж, тобто у західній частині нинішньої території села, на підвищенні. Уздовж урочища, краєм рельєфного кордону, утвореного самою природою, у давнину проходив берег річки Теребля. Ця частина села знаходиться вище від низинної його частини на 20-150 метрів.

Росохи
Росохи - колишнє село в Україні, в Закарпатській області.
Обєднане з селом Чумальово рішенням облвиконкому Закарпатської області №155 від 15.04.1967
Перша згадка у кінці ХІХ століття

## Школа
В 1878 році в Чумальові почала діяти церковно-приходська початкова школа, в перший клас якої вступили діти, народжені в 1870—1871 роках. Першим учителем був угорець на прізвище Ліхтей. У 1945-му, нова влада відкрила в Чумальові семирічну школу, яка в 1961 році стала восьмирічкою. І лише починаючи з 1991 року учні села почали здобувати базову середню освіту в школі І-ІІ ст., яку в 2001 році реорганізовано в загальноосвітню школу І-ІІІ ст. 

## Духовне життя села
Щодо духовного життя села, то у церковній статистиці за 1893 рік про село Чумальово говорилося: «Чумальово — це стародавня сільська і церковна громада. Церковна парафія цього села входить до складу Тереблянського церковного повіту. У парафії є кам'яна церква Покрова Пресвятої Богородиці, що була освячена у 1878 році». 
У 1925 році в селі було створено окрему православну громаду, священиком якої був Василь Країло. А з 1929-го розпочинає свою духовну діяльність чернеча обитель — Свято-Вознесенський монастир; першою ігуменею була Марія Рибар з Дубового. Інших релігійний конфесій, крім православної, тут немає.  
храм Покрови пр. богородиці. 1878. 
Назва села, за переказом, постала від імені першого поселенця Чумака. У 1751 р. є згадка про церкву
“дерев’яну з вежею із части тепер будованною… Образами всіми украшена, шинґлями крита, благословенна от епископа Стойки… Свіщник єден і тройца… книги церковні всі. Звони два… Посвященна св. Іоану Предтечі”. відомо, що її почали будувати шість сімей, взявши за зразок план церкви у Кошіце. Стіни мурували з каменю, який возили волами зі скель поблизу села.
У 1925 р. біля Чумальова заснували жіночий православний монастир. Село перейшло у православ’я.
Муровану базилічну греко-католицьку церкву, яку датують також 1872 р. (1878 є роком посвячення) востаннє відремонтовано в 1935 році, а згодом церкву занедбали. Іконостас поставили у православній церкві, збудованій 1938 р. Ще в 1956 р. місцеві цигани викували велетенський обруч, яким для зміцнення мурів оперезали стіни зовні, а всередині з’єднали металевими перемичками. Та вже 5 вересня 1961 р. церкву знято з реєстрації, в 1963 р. – розібрано дахи, цегляне склепіння та вежу, до чого доклав зусиль тодішній голова села і тепер лишилися тільки поруйновані стіни. Великий дзвін реквізували на військові потреби в 1914 р., два малі дзвони перенесено у православну церкву, а ще один – передано монастиреві.
Церква Покрови пр. богородиці. 1939.
храм Покрови пр. богородиці. 1939.
Як згадують Михайло Іванович Ковач (1930 р. н.) та Василь Сутула, муровану з каменю церкву збудували з 1937 до 1938 р. на місцині, що зветься Задвурки. Дахові конструкції зробили із смереки, а дзвіницю з дуба, дахи вкрили бляхою.
Кожен з 412 дворів мав здати на будівництво по 200 чехословацьких корон. Роботи з каменем очолював майстер з Вишкова, а верх клали місцеві майстри Ю. Глинка, І. Івась, В. Гаврило, М. Бабурнич. Спочатку в церкві встановили новий іконостас, а згодом перенесли іконостас із зруйнованої 1963 р. базилічної греко-католицької церкви, зменшивши його з боків. Дзвіницю біля церкви збудували в 1984 р.
з 1929-го розпочинає свою духовну діяльність чернеча обитель — Свято-Вознесенський монастир; першою ігуменею була Марія Рибар з Дубового.
Церква Вознесіння Господнього Свято-Вознесенського монастиря. 1995.
храм Вознесіння Господнього Свято-Вознесенського монастиря. 1995.
Монастир заснувала в 1925 р. ігуменя Марія в місцевості Заберег або Осеряк. Пропагував православ’я і брат Марії Іван Рибар, який став православним у російському полоні. У 1920 р. Марія стала черницею, а в 1924 вирішила заснувати монастир. Землю під обитель дав священик Іван Бабич, але селяни порекомендували урочище Осеряк, бо років з 30 тому якийсь юродивий пророчив, що там буде монастир. Урочище виміняли на ділянку Бабича. Марія та її двоюрідна сестра продали свої ділянки в Дубовому, закупили матеріали і незабаром брат Марії, тоді вже ієромонах Іларіон, освятив фундамент церкви.
З 1991 до 1995 р. біля старої церкви спорудили нову муровану церкву. Провідну роль у будівництві відіграв місцевий майстер Василь Сутула. Три аналої виготовив різьбяр Михайло Росада. До старої церкви вирізьбив свій перший іконостас відомий в околиці різьбяр Йосип Довганич.

## Туристичні місця
- Свято-Вознесенський монастир
- храм Покрови пр. богородиці. 1878.
- храм Покрови пр. богородиці. 1939.
- храм Вознесіння Господнього Свято-Вознесенського монастиря. 1995.

## Відомі особистості
- Антоній (Паканич), Митрополит Бориспільський і Броварський УПЦ МП.
- Бедзір Василь Олександрович, журналіст, голова Закарпатської організації Незалежної медіа-профспілки України
- Ковач Антон Михайлович, живописець
- Ковач Іван Іванович, голова міста Тячів
- Сава Анатолій Михайлович, автор русинських віршів, член світової ради підкарпатських русинів.